# Saidovella
Saidovellaes un género de foraminífero bentónico considerado un sinónimo posterior de Elphidiella de la subfamilia Elphidiinae, de la familia Elphidiidae, de la superfamilia Rotalioidea, del suborden Rotaliina y del orden Rotaliida. Su especie tipo era Saidovella okhotica. Su rango cronoestratigráfico abarca desde el Mioceno hasta la Actualidad.

## Clasificación
Cryptoelphidiella incluía a la siguiente especie:
- Saidovella badeniana
- Saidovella minuta
- Saidovella moldavica
- Saidovella okhotica